# اندیس آلکاباد
آلکاباد یک اندیس غیرفلزی است که در حوالی شهر اشنویه استان آذربایجان غربی قرار دارد و مادهٔ معدنی موجود در آن، کانی های رسی است.  